# Hammadi Ouachit
Hammadi Ouachit (en arabe: حمادي واشيت), né en 1962, est un skieur alpin marocain.
Il a notamment représenté le Maroc aux Jeux olympiques d'hiver de 1984 et celles de 1988.

## Palmarès

### Jeux olympiques
| Épreuve / Édition | Sarajevo 1984 | Calgary 1988 |
| Slalom            | 38e           | 41e          |
| Slalom Géant      | 64e           | DQ           |